# Diriku (språk)
Diriku är ett  bantuspråk och som talas av Gciriku, ett folk som bor vid floden Cubango som bildar gräns mot Namibia. Gciriku ingår i folkslaget Khoisan, ett av Afrikas ursprungsfolk.
Khoisanspråken är särskilt kända för sina komplicerade ljudsystem, som bland annat omfattar många klickljud.